# Sleep
sleep — утиліта UNIX, що зупиняє виконання скрипту на вказаний час. Входить в GNU Coreutils.

## Використання
```
sleep ЧИСЛО[СУФІКС]
```

За умовчанням ЧИСЛО вказує кількість секунд. СУФІКС може приймати значення «s» для секунд (за умовчанням), «m» для хвилин, «h» для годин і «d» для діб. Хоча більшість реалізацій вимагають вказівки ЧИСЛА, як цілого значення, тут ЧИСЛО може бути числом з плаваючою крапкою, а СУФІКС відображає період часу. Також можливе використання команди sleep як планувальника завдань.
```
sleep ПАРАМЕТР
```

Це розширення GNU, тут параметри запуску
--help
видає довідкову інформацію і закінчує роботу
--version
видає інформацію про версію і закінчує роботу

## Приклади
sleep 5
дає вказівку скрипту припинити роботу на 5 секунд
sleep 5h
дає вказівку скрипту припинити роботу на 5 годин
sleep 3h; mplayer foo.ogg
Почекати 3 години, потім відтворити файл foo.ogg
Зауваження: використання sleep 5h30m або sleep 5h 30m некоректне, бо sleep приймає тільки одну величину як аргумент. Проте, sleep 5.5h є прийнятним